# Palästinensisches Zentrum für Menschenrechte
Das Palästinensische Zentrum für Menschenrechte (englisch Palestinian Centre for Human Rights, PCHR, arabisch المركز الفلسطيني لحقوق الإنسان, DMG al-Markaz al-Filasṭīnī li-Ḥuqūq al-Insān) ist eine palästinensische Menschenrechtsorganisation mit Sitz in Gaza-Stadt. Es wurde 1995 von Raji Sourani, dem aktuellen Direktor, gegründet. Es wurde von einer Gruppe palästinensischer Anwälte und Menschenrechtsaktivisten organisiert und wird aus staatlichen, nichtstaatlichen und religiösen Quellen finanziert.
Das PCHR wurde im April 1995 gegründet, um die Praktiken der israelischen Streitkräfte im Gazastreifen und den übrigen besetzten palästinensischen Gebieten zu überwachen und zu dokumentieren. Das PCHR beschreibt sein Ziel darin, „von den israelischen Streitkräften begangene Menschenrechtsverletzungen und andere Missbräuche im Zusammenhang mit Israels anhaltender legaler und uneingeschränkter Besetzung des Gazastreifens und des Westjordanlandes, einschließlich Ostjerusalems“, zu beobachten und zu dokumentieren.

## Handlungen
Im Jahr 2011 kritisierte das PCHR eine Entscheidung der Hamas, die einer Gruppe von sieben Oberstufenschülern untersagte, Gaza zu verlassen, um ein Jahr lang in den Vereinigten Staaten zu studieren. Die amerikanische Non-Profit-Organisation Amideast hatte den Studierenden für das Programm Sonderstipendien verliehen. Ein Hamas-Minister erklärte: „Ein 15-jähriges Mädchen kann kein Jahr ohne Betreuer in Amerika verbringen.“